# 李學仁
李 學仁（イ・ハギン、1945年11月9日 - 1998年9月22日）は、韓国慶尚南道出身の映画監督、作家、漫画原作者。在日二世。

## 人物
日活での助監督修行を経て、1975年に独立プロダクション・緑豆社を設立。同年、『異邦人の河』で映画監督としてデビューした。
漫画原作者として、1994年から『モーニング』（講談社）にて『蒼天航路』（作画、王欣太）を連載。第22回講談社漫画賞を受賞するなどの人気を得るが、連載中の1998年に肝臓癌により死去した。52歳没。

## 主な監督作品
- 『異邦人の河』（1975年）
- 『詩雨おばさん』（1977年）

## 主な原作担当作品
- 『三夢伝』（作画・久松文雄、新潮社）
- 『蒼天航路』（作画：王欣太、モーニング、講談社）
- 『武と魂』（作画：久松文雄、リイドコミック、リイド社）